# Jean de La Bruyère
Jean de La Bruyère (Parigi, 16 agosto 1645 – Versailles, 10 maggio 1696) è stato uno scrittore, aforista e moralista francese.

## Biografia
Nel 1673, comprò l'incarico di Tesoriere generale di Francia al Bureau des finances della Généralité di Caen, carica che valeva una ventina di migliaia di Livre, rapportate a una rendita di circa 12 350 livre per anno e che inoltre conferiva la nobiltà; compì il viaggio in Normandia per il suo insediamento, poi, espletate le formalità, ritornò a Parigi e non si fece più vedere a Caen. Vendette la sua carica nel 1686.
Negli ultimi anni di vita intervenne anche nella controversia tra Fénelon e Jacques Bénigne Bossuet a proposito del quietismo, cominciando a stendere gli incompiuti Dialoghi sul quietismo.
La sua opera più importante sono I caratteri (1688) che rientrano nella letteratura moralista del XVII secolo.
Dopo un primo tentativo fallito nel 1691, fu ammesso all'Accademia francese nel 1693.